# Elodie Esteve
Pour les articles homonymes, voir Estève.
Elodie Esteve, née le 25 mai 1998, est une joueuse de pétanque française. 

## Biographie
Elle est tireuse.

## Clubs
- ?-? : Pétanque Club Cuxanais (Aude)
- ?-? : DUC Nice (Alpes-Maritimes)

## Palmarès[1],[2]

### Séniors

#### Championnats de France
Finaliste
- Doublette 2014 (avec Tina Valero) : Pétanque Club Cuxanais
- Doublette 2016 (avec Tina Valero) : Pétanque Club Cuxanais
- Triplette 2018 (avec Fanja Aubriot et Emilie Fernandez) : DUC Nice

#### National féminin deRuoms
- Triplette 2020 (avec Elodie Torrécillas et Kaylie Victoor-Demeter)[3]